# پرستون بروکس
پرستون اسمیت بروکس(به انگلیسی: Preston Smith Brooks) نماینده دموکرات از ایالت کارولینای جنوبی بود که از سال ۱۸۵۳ تا سال ۱۸۵۷ زمان مرگش مشغول به کار بود.